# أنثرون
الأنثرون (بالإنجليزية: Anthrone )‏ هو كيتون ثلاثي الحلقات العطرية . يستخدم في فحص السليلوز الشائع وفي تقدير الألوان للكربوهيدرات .